# لوک بارها را کشان کشان می‌برد
لوک بارها را کشان کشان می‌برد (انگلیسی: Luke Lugs Luggage) یک فیلم کمدی صامت کوتاه به کارگردانی هال روچ است که در سال ۱۹۱۶ منتشر شد. از بازیگران این فیلم می‌توان به هارولد لوید، اسناب پالرد و ببه دنیلز اشاره کرد.